# Suse van Kleef
Suse Amber van Kleef (Amsterdam, 28 mei 1986) is een Nederlands journaliste voor onder meer de NOS.

## Biografie
Van Kleef werd geboren in Amsterdam en groeide in een journalistengezin met een oudere zus en jongere broer op in Zaandam. Haar vader Michiel van Kleef werkt voor verschillende vakbladen, haar moeder Cathérine van Houts was kunstredacteur en kinderboekenrecensent bij Het Parool. Haar moeder overleed in 1999 aan kanker. Haar tante Tine van Houts was jarenlang correspondent vanuit het Verenigd Koninkrijk.
In haar jeugd speelde Van Kleef in het Nederlands vrouwenvoetbalelftal onder 19. Blessureleed, waaronder een afgescheurde kruisband en gebrek aan motivatie zorgden er uiteindelijk voor dat Van Kleef niet voor een professionele voetbalcarrière, maar een maatschappelijke carrière koos.
Van Kleef haalde in 2011 haar bachelor in de journalistiek aan de Hogeschool Utrecht, na eerder twee jaar de opleiding Europese studies gevolgd te hebben aan de Universiteit van Amsterdam. Ze liep tijdens haar opleiding stage bij NOS op 3. Na haar afstuderen ging ze freelance aan de slag, maar keerde in 2012 terug bij NOS op 3 om daar vier jaar te werken als verslaggever en (eind)redacteur voor zowel radio, televisie als online.
Van 2016 tot medio 2020 was Van Kleef Groot-Brittannië-correspondent voor onder andere de NOS en het Algemeen Dagblad. In die hoedanigheid was ze regelmatig te zien bij praatprogramma's als Pauw, Jinek en Op1. Daarnaast volgt ze het Engelse voetbal voor Ziggo Sport.
Tijdens het Wereldkampioenschap voetbal vrouwen 2019 in Frankrijk was ze de sidekick tijdens de dagelijkse talkshow Studio France op NPO 3.
Op 13 maart 2021 maakte ze haar debuut als eerste vrouwelijke voetbalcommentator van Nederland tijdens Willem II tegen sc Heerenveen in NOS Langs de Lijn.
Gedurende de Olympische Spelen in Tokio in 2021 presenteerde ze samen met Wouter Bouwman op NPO Radio 1 het programma RadiOlympia. Gedurende de Paralympics in hetzelfde jaar belichtte ze dagelijks vanuit Tokio een van de sporten in het Paralympisch Journaal van de NOS. Tijdens het Europees kampioenschap voetbal vrouwen 2022 in Engeland was ze de sidekick van presentator Sjoerd van Ramshorst van het NOS-tv-programma Studio Engeland.
In 2023 zat ze afgewisseld met Gert van 't Hof achter de desk om de wedstrijden van het vrouwenelftal op het Wereldkampioenschap voetbal vrouwen 2023 te bespreken met analisten van dienst.